# جيفري سكينر
جيفري سكينر (بالإنجليزية: Jeffrey Skinner)‏ هو كاتب مسرحي وشاعر أمريكي، ولد في 8 ديسمبر 1949 في بوفالو في الولايات المتحدة.